# Radu Podgorean
Radu Podgorean (n. 22 martie 1955, București) este un politician român, membru al Parlamentului României. În legislatura 2000-2004, Radu Podgorean a fost membru în grupurile parlamentare de prietenie cu Republica Coreea și Republica Portugheză. În legislatura 2004-2008, Radu Podgorean a fost membru în grupurile parlamentare de prietenie cu Statul Kuwait, Regatul Belgiei și Republica Argentina. 
1. ↑  Deputații în Parlamentul European